# Ахац фон Велтхайм (1538 – 1588)
Ахац фон Велтхайм (на немски: Achaz/Achats, Achatz von Veltheim; * 3 януари 1538; † 12 септември 1588 в Харбке) е благородник от род Велтхайм в Източна Долна Саксония, господар в Харбке, Острау и пфанд-господар на Дернебург.
Той е син на Ахац фон Велтхайм († 1558) и първата му съпруга Аделхайд фон Швихелт († 1545), дъщеря на Курт фон Швихелт († 1528) и Илза фон Раутенберг (* ок. 1471).
През 1308 г. господството Харбке (в Саксония-Анхалт) отива на Бертрам и Лудолф фон Велтхайм и те построяват водния дворец „Хертбике“. Дворецът остава собственост на фамилията до края на Втората световна война.

## Фамилия
Ахац фон Велтхайм се жени на 24 февруари 1568 г. в Дернебург за Маргарета фон Залдерн (* 17 април 1545, Лауенщайн; † 9 ноември 1615, Харбке), сестра на Хайнрих фон Залдерн (1532 – 1588), дъщеря на Буркхард XVIII фон Залдерн (1483 – 1550) и Якоба фон дер Асебург (1507 – 1570). Те имат шест дъщери:
- Маргарета (* 1578, Харбке; † 12 октомври 1650), омъжена на 6 октомври 1605 г. за Бартхолд (Бартхоломеус) фон Раутенберг (* 1577; † 11 ноември 1647)
- Аделхайд (* 25 януари 1569, Харбке; † 23 януари 1626, Брауншвайг), омъжена на 31 август 1584 г. в Дернебург за Лудолф фон Алвенслебен (* 24 февруари 1554, Шермке; † 4 юли 1626, Брауншвайг)
- Еулалия (* 13 юли 1575, Деренбург; † 31 май 1651), омъжена на 25 октомври 1596 г. в Харбке за Хайнрих фон Бюлов (* 1569; † 11 ноември 1625), син на Бусо фон Бюлов († 1571)
- София (* 25 май 1574; † 11 септември 1613), омъжена на 9 юли 1589 г. за Гюнтер X фон Бартенслебен (* 28 октомври 1558; † 1597)
- Елизабет (* 29 април 1583; † 1638), омъжена за Йохан фон дер Асебург (* 13 август 1578, Шермке; † 1651)
- Анна Мария (* 8 декември 1580, Деренбург; † 22 януари 1614, Бетцендорф), омъжена на 26 февруари 1604 г. за Левин IV фон дер Шуленбург (* 30 декември 1571; † 22 янууари 1614, Бетцендорф)

## Галерия
- Водният дворец Велтхайм
- Литография на дворец Харбке от 1857/59
- Фамилният герб на останките на дворец Харбке